# Atlas I
Atlas I je bila ameriška nosilna raketa za enkratno uporabo. Uporabljala se je v 1990ih za izstreljevanje različnih vrst satelitov. Oznaka I pomeni 1, vse prejšnje rakete so za oznako uporabljale črke. 
Prva stopnja rakete Atlas I je bila na bazi Atlas G, druga stopnja pa je bil Centaur

## Zgodovina izstrelitev
| Datum in čas(GMT)        | Serijska številka | Serijska številka | Tovor             | Izid    | Opombe                                    |
| Datum in čas(GMT)        | Atlas             | Centaur           | Tovor             | Izid    | Opombe                                    |
| ------------------------ | ----------------- | ----------------- | ----------------- | ------- | ----------------------------------------- |
| 25. julij 1990, 19:21    | AC-69             | 5049              | CRRES             | uspeh   | Prva izstrelitev Atlas I                  |
| 18. april 1991, 23:30    | AC-70             | 5050              | Yuri 3H           | neuspeh | Nepravilno delovanje Centaur trubočrpalke |
| 14. marec 1992, 00:00    | AC-72             | 5052              | Galaxy 5          | Uspeh   |                                           |
| 22. avgust 1992, 22:40   | AC-71             | 5051              | Galaxy 1R         | Neuspeh | Centaur trubočrpalka ni delovala          |
| 25. marec 1993, 21:38    | AC-74             | 5054              | UHF F-1           | Neuspeh | Satelit v neuporabni orbiti               |
| 3. september 1993, 11:17 | AC-75             | 5055              | UHF F-2 (USA-95)  | Uspeh   |                                           |
| 13. april 1994, 06:04    | AC-73             | 5053              | GOES-8 (GOES-I)   | Uspeh   |                                           |
| 24. junij 1994, 13:50    | AC-76             | 5056              | UHF F-3 (USA-104) | Uspeh   |                                           |
| 23. maj 1995, 05:52      | AC-77             | 5057              | GOES-9 (GOES-J)   | Uspeh   |                                           |
| 30. april 1996, 04:31    | AC-78             | 5058              | BeppoSAX          | Uspeh   |                                           |
| 25. april 1997, 05:49    | AC-79             | 5059              | GOES-10 (GOES-K)  | Uspeh   | Zadnji let Atlas I                        |